# 사라시나군

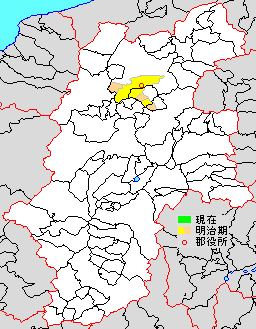
나가노현 사라시나군의 위치 (연노랑: 후에 다른 군에 편입된 구역)

사라시나군(更級郡)은 일본 나가노현(시나노국)에 있던 군이다.

## 군역
1879년 행정 구역으로 발족 당시의 군역은 아래 구역에 해당한다.
- 나가노시의 일부
- 지쿠마시의 일부
- 하니시나군 사카키정의 일부

## 역사
- 1879년 1월 4일- 군구정촌 편제법이 나가노현에서 시행되면서, 행정 구역으로서의 사라시나군(更級郡)이 발족.

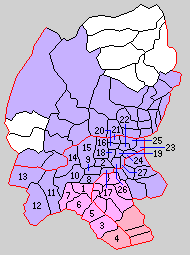
1.이나리야마정 2.후세촌 3.가미야마다촌 4.무라카미촌 5.사라시나촌 6.야와타촌 7.구와바라촌 8.시오자키촌 9.센류촌 10.노부타촌 11.마키사토촌 12.오오카촌 13.노부시나촌 14.고후촌 15.노부사토촌 16.오카다촌 17.온베가와촌 18.나카쓰촌 19.미쿠리야촌 20.이마사토촌 21.가미히가노촌 22.이나사토촌 23.마시마촌 24.오시마다촌 25.아오키지마촌 26.도후쿠지촌 27.니시테라오촌 (보라: 나가노시, 분홍: 지쿠마시, 빨강: 사카키정)

- 1889년 4월 1일 - 정촌제 시행으로, 아래의 정촌이 발족. 따로 표기한 경우 외에는 현 나가노시.(1정 26촌)
  - 이나리야마정(稲荷山町): 현 지쿠마시
  - 후세촌(布施村)
  - 가미야마다촌(上山田村): 현 지쿠마시
  - 무라카미촌(村上村): 현 하니시나군 사카키정
  - 사라시나촌(更級村): 현 지쿠마시
  - 야와타촌(八幡村), 구와바라촌(桑原村): 현 지쿠마시
  - 시오자키촌(塩崎村)
  - 센류촌(川柳村)
  - 노부타촌(信田村)
  - 마키사토촌(牧郷村)
  - 오오카촌(大岡村)
  - 노부시나촌(信級村)
  - 고후촌(更府村)
  - 노부사토촌(信里村)
  - 오카다촌(岡田村)
  - 온베가와촌(御幣川村)
  - 나카쓰촌(中津村)
  - 미쿠리야촌(御厨村), 이마사토촌(今里村)
  - 가미히가노촌(上氷鉋村)
  - 이나사토촌(稲里村)
  - 마시마촌(真島村)
  - 오시마다촌(小島田村)
  - 아오키지마촌(青木島村)
  - 도후쿠지촌(東福寺村)
  - 니시테라오촌(西寺尾村)
  - 마키시마촌 및 오시마다촌의 일부는 하니시나군 데라오촌의 일부가 됨.
- 1890년
  - 5월 17일
    - 가미히가노촌이 개칭하여 사사이촌(笹井村)이 됨.
    - 오카다촌이 개칭하여 교와촌(共和村)이 됨.

  - 5월 24일 - 온베가와촌이 개칭하여 사카에촌(栄村)이 됨.
- 1891년 4월 1일 - 군제 시행.
- 1892년 10월 14일(1정 28촌)
  - 가미야마다촌의 일부(力石)가 분리되어 지카라이시촌(力石村)이 발족.
  - 노부시나촌의 일부(日名·大原)가 분리되어 히하라촌(日原村)이 발족.
- 1914년 4월 21일 - 후세촌이 정제 시행과 개칭으로 시노노이정(篠ノ井町)이 됨.(2정 27촌)
- 1924년 7월 1일 - 사사이촌·이마사토촌이 합병하여, 가와나카지마촌(川中島村)이 발족.(2정 26촌)
- 1928년 4월 1일 - 시노노이정·사카에촌이 합병하여, 새로이 시노노이정이 발족.(2정 25촌)
- 1949년 11월 3일 - 가미야마다촌이 정제 시행으로 가미야마다정(上山田町)이 됨.(3정 24촌)
- 1950년 7월 1일 - 시노노이정·도후쿠지촌·센류촌이 합병하여, 새로이 시노노이정이 발족.(3정 22촌)
- 1951년 10월 1일 - 시노노이정의 일부(도후쿠지촌의 일부)가 하니시나군 마쓰시로정에 편입.
- 1954년 7월 1일 - 시노노이정·共和村이 합병하여, 새로이 시노노이정이 발족.(3정 21촌)
- 1955년
  - 1월 1일 - 이나사토촌·마시마촌·오시마다촌·아오키지마촌이 합병하여, 고호쿠촌(更北村)이 발족.(3정 20촌)
  - 3월 31일 - 히하라촌·노부시나촌이 가미미노치군 신정과 합병하여 가미미노치군 신슈신정이 발족, 군에서 이탈.(3정 18촌)
  - 4월 1일(3정 11촌)
    - 나카쓰촌·미쿠리야촌이 합병하여, 쇼와촌(昭和村)이 발족.
    - 이나리야마정·구와바라촌이 합병하여, 이나리야마쿠와바라정(稲荷山桑原町)이 발족.
    - 노부사토촌이 시노노이정에 편입.
    - 니시테라오촌이 하니시나군 마쓰시로정·도요사카촌·데라오촌과 합병하여, 새로이 하니시나군 마쓰시로정이 발족, 군에서 이탈.
    - 사라시나촌이 하니시나군 도구라정과 합병하겨, 새로이 하니시나군 도구라정이 발족, 군에서 이탈.

  - 7월 1일 - 가미야마다정·지카라이시촌이 합병하여, 새로이 가미야마다정이 발족.(3정 10촌)
  - 12월 1일 - 이나리야마쿠와바라정이 이나리야마정으로 개칭.
- 1956년
  - 6월 1일 - 노부타촌·고후촌이 합병하여, 신코촌(信更村)이 발족.(3정 9촌)
  - 9월 30일(4정 6촌)
    - 마키사토촌이 분리되어 일부(中牧·弘崎の各一部)가 오오카촌, 잔여부가 가미미노치군 신슈신정에 편입.
    - 가와나카지마촌·쇼와촌이 합병하여, 가와나카지마정(川中島町)이 발족.
- 1957년 8월 1일 - 시노노이정이 하니시나군 마쓰시로정의 일부를 편입.
- 1959년
  - 5월 1일 - 시노노이정·시오자키촌이 합병하여, 시노노이시(篠ノ井市)가 발족, 군에서 이탈.(3정 5촌)
  - 6월 1일 - 이나리야마정·야와타촌이 하니시나군 야시로정·하뉴정과 합병하여 고쇼쿠시(更埴市)가 발족, 군에서 이탈.(2정 4촌)
- 1960년 4월 1일 - 무라카미촌이 하니시나군 사카키정에 편입.(2정 3촌)
- 1966년 10월 16일 - 가와나카지마정·신코촌·고호쿠촌이 나가노시·시노노이시·하니시나군 마쓰시로정·가미타카이군 와카호정·가미미노치군 나니아이촌과 합병하여, 새로이 나가노시(長野市)가 발족, 군에서 이탈.(1정 1촌)
- 2003년 9월 1일 - 가미야마다정이 고쇼쿠시·하니시나군 도구라정과 핳병하여 지쿠마시(千曲市)가 발족, 군에서 이탈.(1촌)
- 2005년 1월 1일 - 오오카촌이 나가노시에 편입. 당일 사라시나군은 폐지됨. 나가노현에서 1878년 군이 재편된 이후 최초의 군 소멸이다.